# 伊茲梅爾州

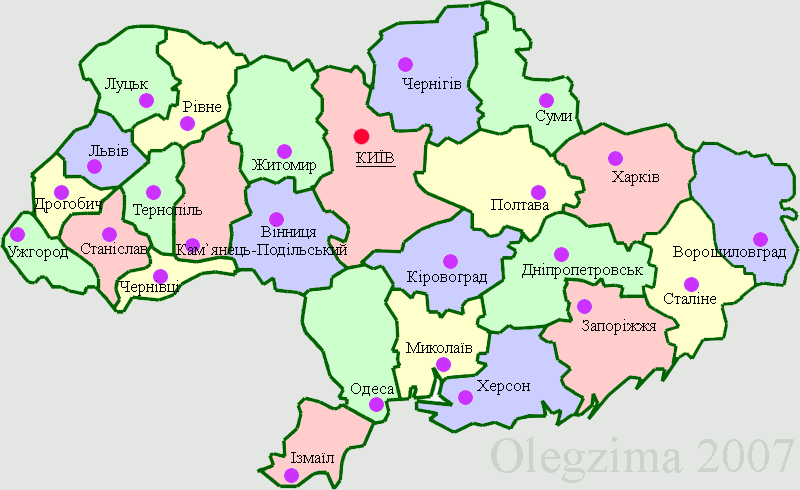
1946年的烏克蘭

伊茲梅爾州（羅馬化：Izmailska oblast）是蘇聯烏克蘭蘇維埃社會主義共和國的一個州，前身是阿克尔曼州，1940年12月7日州府遷至伊茲梅爾，州名亦跟隨改動。面積12,400平方公里。首府伊茲梅爾，下分6市（阿克尔曼、博爾格勒、維爾科沃、伊茲梅爾、基利亞、列尼）13縣。
1954年2月15日被併入敖德薩州。